# Waterontharder

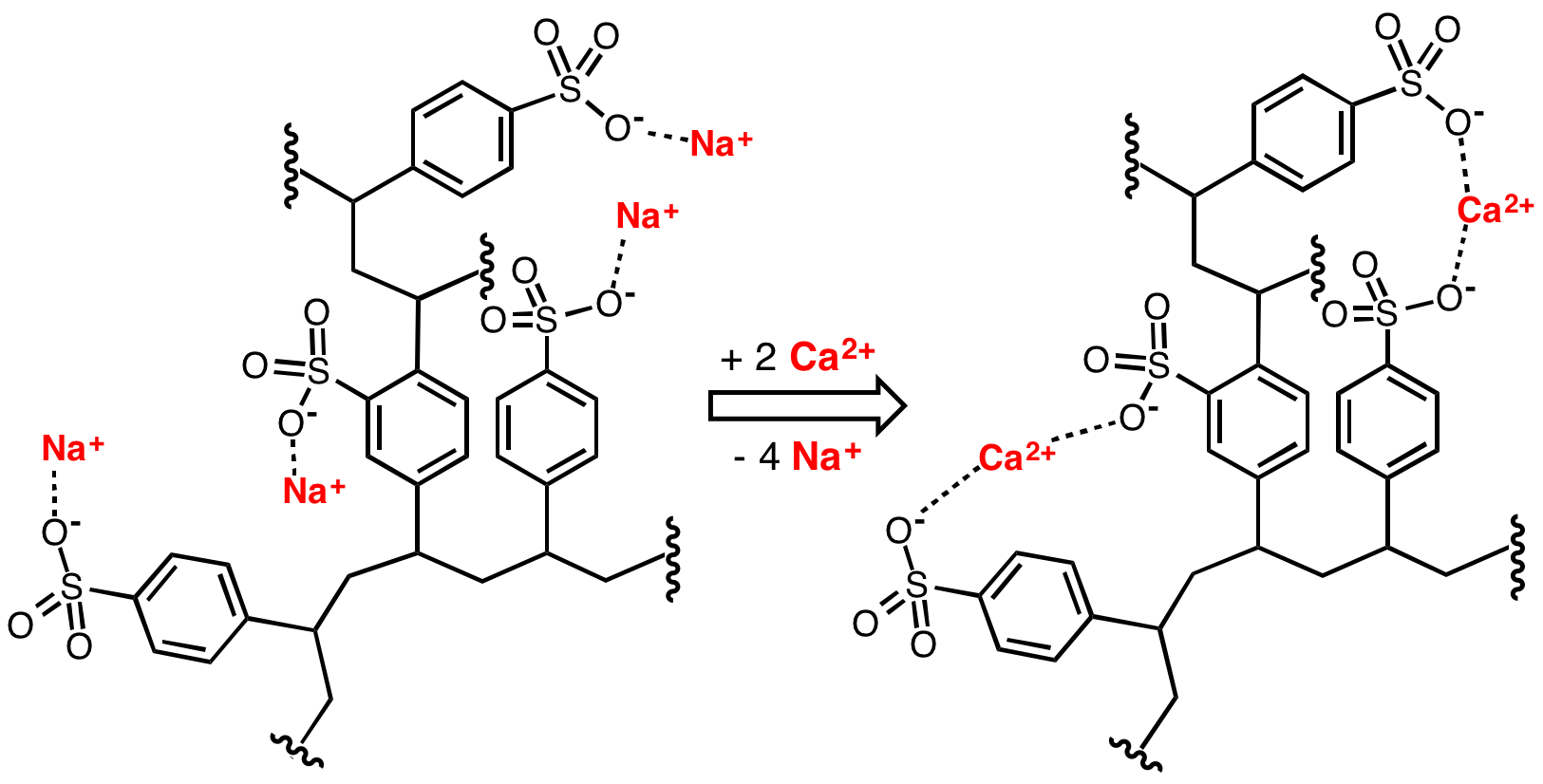
Versimpelde weergave van waterontharding, waarbij calciumionen vervangen worden door natriumionen via een ionenwisselaarhars

Een waterontharder is een stof of een apparaat waarmee de hardheid van water verminderd kan worden. De toepassing ervan heet waterontharding.

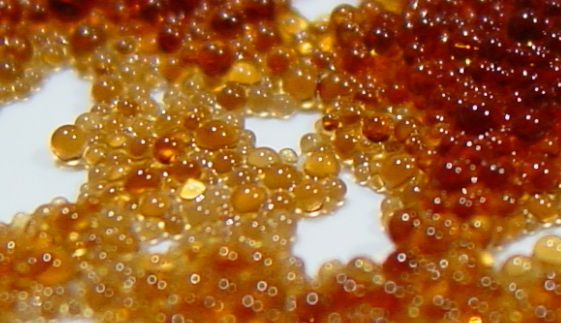
Ionenwisselaarhars in de vorm van bolletjes

## Geschiedenis
De chemicus Thomas Clark ontdekte tussen 1820 en 1840 hoe hij water kon testen op de aanwezigheid van calciumcarbonaat. De daaropvolgende uitvinding was het proces van ontharden van water dat opgelost calciumbicarbonaat bevat, een proces dat Thomas Graham beschouwde als een voorbeeld van toegepaste wetenschap.
De eerste waterontharders verschenen rond het jaar 1900. De techniek was gebaseerd op het uitwisselen van ionen. Deze wisseling zuivert het water van de ongewenste carbonaten.

## Werking
De hardheid van water (in Nederland vaak uitgedrukt in Duitse hardheid: dh of °D) wordt bepaald door de in het water aanwezige calcium- en magnesiumionen. De waterontharder verwijdert of verlaagt de concentratie calcium- en magnesiumionen in het water, waardoor de dh lager wordt en het water zacht of minder hard wordt.
De meest gangbare modellen waterontharders gebruiken een stof, zoals ionenwisselaarhars, die de ionen chemisch aan zich bindt door deze te vervangen door een andere stof zoals natrium. Het water dat uit de waterontharder stroomt is hierdoor zachter dan het water dat erin ging. 
Na verloop van tijd raken de harsbolletjes verzadigd en moet de waterontharder gereinigd worden met spoelwater en zout. Bij moderne waterontharders verloopt dit proces – 'regeneratie' genoemd – automatisch. Tijdens het regenereren vloeien zowel het spoelwater als het zout terug naar het riool, zonder in contact te komen met de leiding die in verbinding staat met de kraan.

### Voordelen
Hard water kan schadelijk zijn voor apparatuur die is voorzien van een verwarmingselement, zoals een afwasmachine of wasmachine. In deze apparaten slaan calcium- en magnesiumcarbonaat neer op de wanden waar water langs stroomt en in het bijzonder op het verwarmingselement. Dat element kan dan z'n warmte moeilijker kwijt aan het water, waardoor het verwarmen langer duurt. Dit verhoogt het energieverbruik en verkort de levensduur.

### Nadelen
Waterleidingbedrijven ontharden water bewust niet volledig; lood is namelijk beter oplosbaar in zacht water. Dit kan een gezondheidsrisico vormen. Hard water dat met een ionenwisselaar zacht gemaakt is, bevat na afloop natrium in plaats van calcium en magnesium. Dit water kan niet langdurig voor irrigatie gebruikt worden, omdat de natriumconcentratie in de grond daardoor te hoog wordt. De hoeveelheid natrium is over het algemeen voor menselijke consumptie geen bezwaar. 
Zeep vormt samen met calcium en magnesium niet-oplosbare zeepresten. Deze zijn daardoor makkelijk van de huid af te spoelen. Dit levert de zeepresten in afvoerputjes op. Zonder calcium en magnesium bindt zeep zich aan de huid en is moeilijker weg te spoelen.